# Молитва в исламе
Моли́тва в исла́ме — выражение мусульманином чувства покорности и благодарности Аллаху посредством внешних обрядов и молитв, в которых отражается религиозное настроение души молящегося. В исламе под словом «молитва» обычно подразумевают как ритуальную молитву, так и произвольную мольбу. В Коране (сура 2:238) написано «свои молитвы строго соблюдайте, особо (чтите) среднюю молитву», отсюда есть те, кто считают, что молитв в дневном цикле всего три.

## Намаз

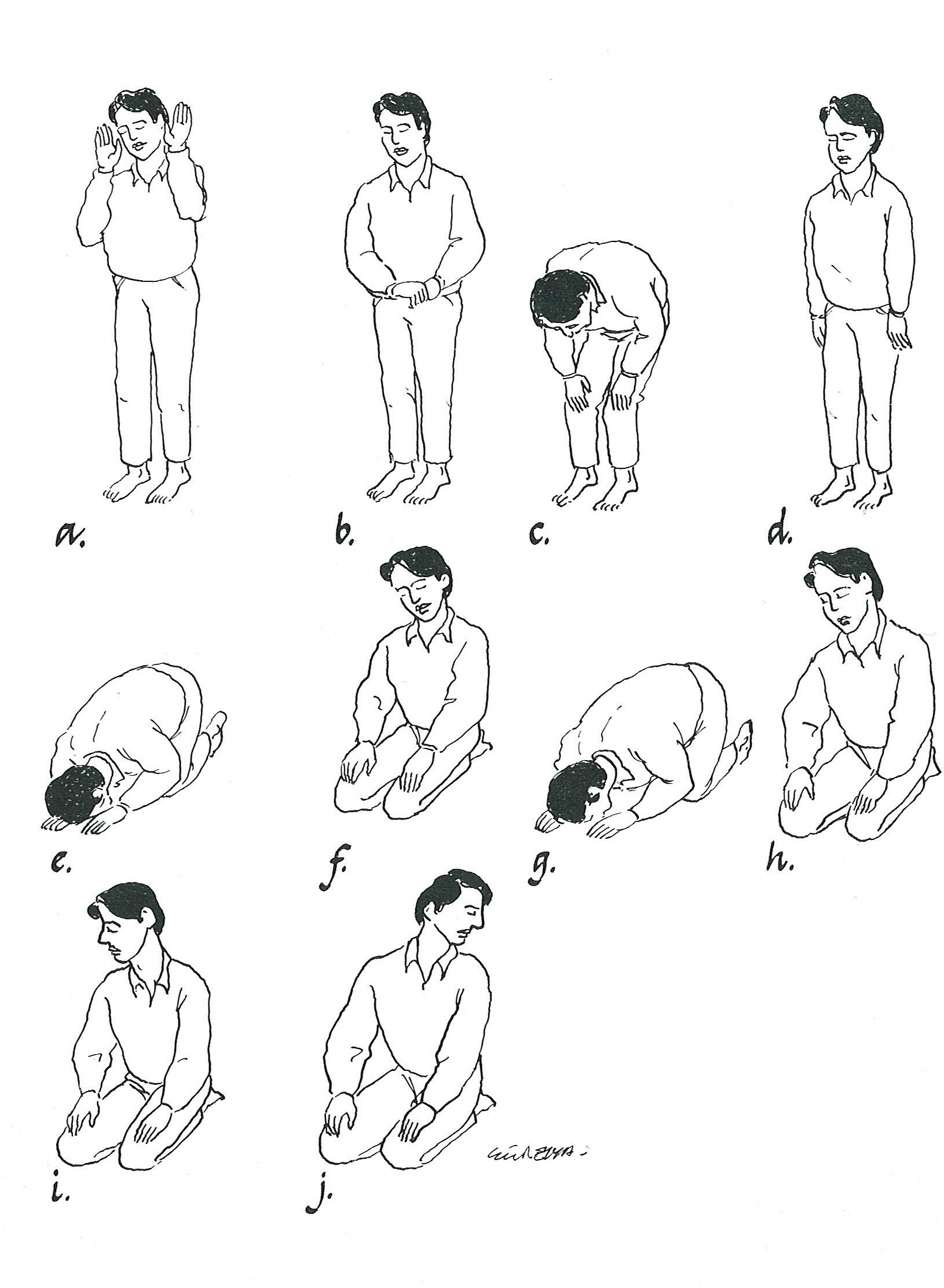
Основные арканы намаза:
a) такбир
b) кираат
c) руку
d) киям
e) суджуд
f) кугуд (истигфар)
g) суджуд
h) кугуд
i) таслим (вправо)
j) таслим (влево)

Салят (намаз) — ритуальная молитва, включающая в себя совершение в строго определённом порядке телодвижений (поясных и земных поклонов), прочтение кратких молитвенных формул и чтение аятов из Корана (Аль-Фатиха). Внутренней стороной салята является намерение на том, что читает молящийся, а также ощущение того, что за молящимся наблюдает Аллах. Салят может быть как обязательным (фард, ваджиб), так и желательным (нафиля, суннат).
Салят отличается друг от друга временем совершения, количеством ракаатов. Перед каждой молитвой мусульманин должен вознамериться совершить тот или иной намаз. Произнесение намерения вслух не имеет под собой основы ни в одном из достоверных источников по исламскому вероучению.
Вторым из пяти столпов ислама является совершение пяти обязательных намазов:
- фаджр — предрассветная молитва;
- зухр — полуденная молитва;
- аср — послеполуденная молитва;
- магриб — закатная молитва;
- иша — ночная молитва.

Помимо этого существуют коллективные обязательные молитвы (джаназа-намаз, джума-намаз, ид-намаз). Также мусульмане могут совершать молитву испрашивания дождя (истиска), молитва при солнечном и лунном затмении (кусуф и хусуф) и другие (см. виды намазов). По форме салят может совершаться индивидуально и коллективно, а во время путешествий и ожидания опасности может принимать форму каср-намаза и хауфа соответственно.

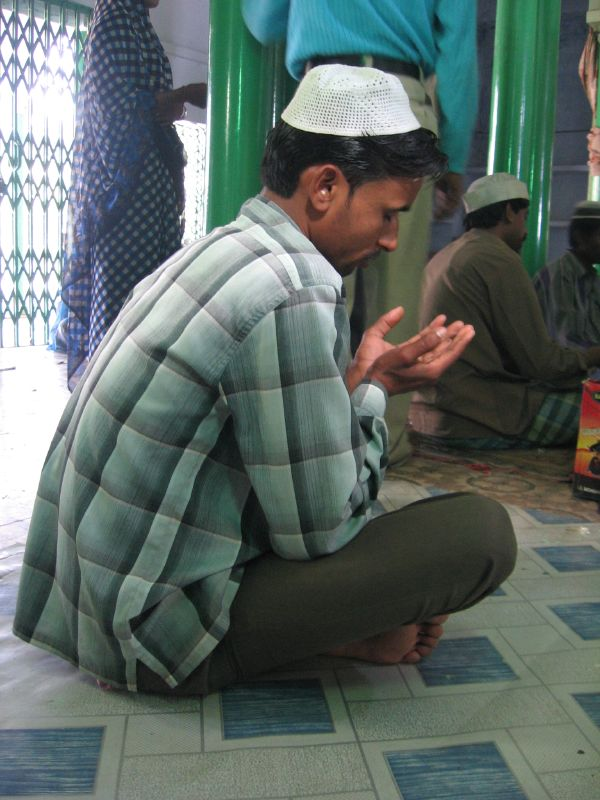
Чтение мольбы (дуа)

## Дуа
Помимо ритуальной молитвы мусульмане часто используют мольбу. Дуа — это произвольная мольба, не имеющая условий определённого времени, состояния чистоты. Мусульмане часто используют определённые молитвы в разных жизненных ситуациях, после ритуальных намазов и во время зикров (поминаний Аллаха). Некоторые молитвы содержат те слова и тот смысл, который определил пророк Мухаммед во время своей пророческой миссии. Тексты этих молитв являются каноническими и их изменение крайне нежелательно. Так же и в Коране есть аяты, которые можно назвать «мольбой». Их особенностью является то, что они начинаются со слов «Господь наш» и обращены к Аллаху, при том, что согласно исламскому вероучению сам Коран является прямой речью Аллаха.

## Молитвы на некоторые случаи жизни
В исламе существуют установленные дуа («мольбы») произносимые в разных жизненных ситуациях. Вот некоторые из них:
- При входе в туалет и выходе из него — «именем Аллаха! о, Аллах, поистине, я прибегаю к Твоей помощи от порочности и дурных поступков!»
- При входе в дом — «именем Аллаха мы вошли, именем Аллаха мы вышли, и на Господа нашего мы полагаемся!»
- При входе в мечеть — «прибегаю к защите Аллаха Великого, Его благородного лика и Его предвечной власти от проклятого шайтана! хвала Аллаху! именем Аллаха! благословение и мир посланнику Аллаха! о, Аллах, открой для меня врата Твоего милосердия!»
- При посещении больного — «не беда, (болезнь тебя) очистит, если пожелает Аллах!»
- При посещении могил — «мир вам, о, лежащие здесь верующие и мусульмане! поистине, если будет угодно Аллаху, мы присоединимся к вам и Аллах помилует тех из нас, кто ушёл раньше, и тех, кто задержался; молю Аллаха об избавлении для нас и для вас!»
- О ниспослании дождя — «о, Аллах! напои нас дождём спасительным, утоляющим жажду, обильным, полезным, а не вредным, скорым, а не запоздалым!»
- Во время дождя — «о, Аллах, пусть этот дождь принесёт пользу!»
- Перед и после еды:

- Перед едой — «именем Аллаха!» (بِسْمِ الله‎, бисмиллях) или если забыл сказать до еды, то говорит «именем Аллаха в начале и конце её!» (بِسْمِ اللهِ في أَوَّلِهِ وَآخِـرِه‎, бисмилляхи фи аввали-хи ва ахыри-хи)
- После еды — «хвала Аллаху, накормившему меня этим и наделившему меня этим, тогда как сам я не прибегал ни к ухищрениям, ни к силе!» ( الْحَمْـدُ للهِ الَّذي أَطْعَمَنـي هـذا وَرَزَقَنـيهِ مِنْ غَـيْرِ حَوْلٍ مِنِّي وَلا قُوَّة‎, альхамдулилля́хи ллязи атама-ни хаза ва разака-ни-хи мин гайри хаулин мин-ни ва ля кувватин)

### Краткие молитвенные формулы

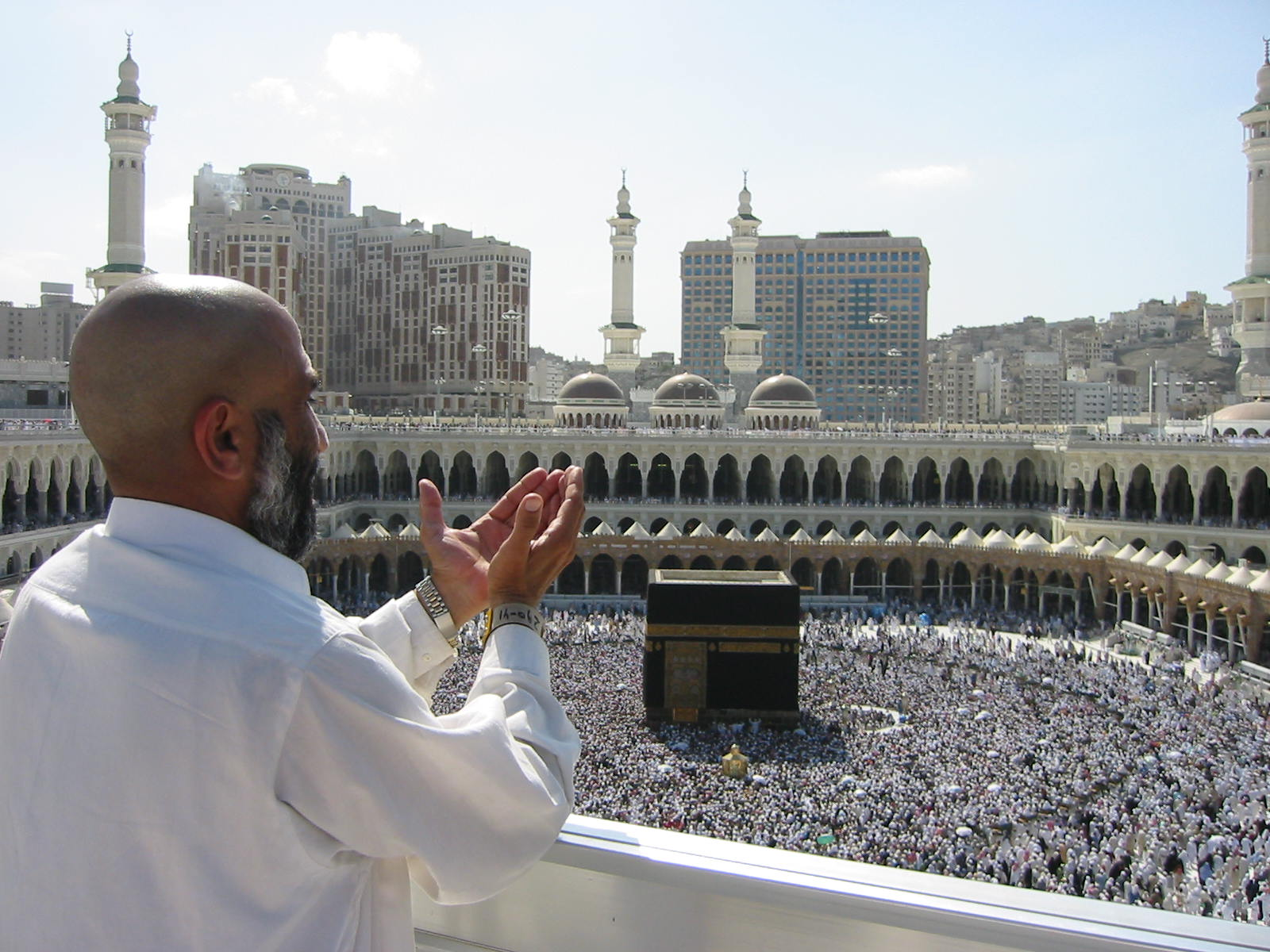
Паломник читает молитву дуа, обращаясь лицом к Каабе

- «Прибегаю к защите Аллаха от проклятого сатаны» (أَعُوذُ بالله مِنَ الشَّيْطَانِ الرَّجِيمِ‎, аузу билляхи мина шайтани раджими) — слова, употребляемые мусульманами перед началом какого-либо действия. Обычно предшествует басмале и именно с этих слов начинается Коран
- «Именем Аллаха Милостивого Милосердного» (بِسۡمِ ٱللهِ ٱلرَّحۡمَـٰنِ ٱلرَّحِيمِ‎, бисми лляхи рахмани рахими) — басмала. Слова, с которых мусульмане должны начинать свои дела. Басмалой начинаются все суры Корана, кроме суры 9 Покаяние
- «о Аллах, мы отозвались на Твой призыв, мы искренне отозвались, призывая, что нет у Тебя сотоварища! воистину, хвала Тебе и блага только от Тебя, милость и власть! нет у Тебя сотоварища!» (لبّيك اللهمّ لبّيك، لبّيك لا شريك لك لبّيك، إنّ الحمد والنعمة لك والملك، لا شريك لك‎) — выражение, которое произносят во время хаджа, отрывок из Ат-тальбия
- «о Аллах! благослови Мухаммеда и семейство Мухаммеда!» (اللَّهُمَّ صَلِّ عَلى مُحمَّدٍ، وَعَلى آلِ مُحمَّدٍ‎, аллахума салли аля мухаммадин вааля али мухаммед) — слова благословения пророку Мухаммеду и его семье

### Аяты из Корана
В Коране содержатся аяты, включающие в себя мольбу (дуа), которые рекомендуют произносить верующим мусульманам:
- «Господь наш! Одари нас добром в этом мире и добром в Последней жизни, и защити нас от мучений в Огне!» (Коран, 2:201)
- «Господь наш! пролей на нас терпение, укрепи наши стопы, и помоги нам одержать победу над неверующими людьми!» (Коран, 2:250)
- «Господь наш! не наказывай нас, если мы позабыли или ошиблись! Господь наш! не возлагай на нас бремя, которое Ты возложил на наших предшественников! Господь наш! не обременяй нас тем, что нам не под силу! будь снисходителен к нам! прости нас и помилуй! Ты — наш Покровитель! помоги же нам одержать верх над неверующими людьми!» (Коран, 2:286)
- «Господь наш! не уклоняй наши сердца в сторону после того, как Ты наставил нас на прямой путь, и даруй нам милость от Себя, ведь Ты — Дарующий!» (Коран, 3:8)
- «Господь наш! воистину, мы уверовали! прости же нам наши грехи и защити нас от мучений в огне!» (Коран, 3:16)
- «Господи! одари меня прекрасным потомством от Себя, ведь Ты внимаешь мольбе!» (Коран, 3:38)
- «Господь наш! мы уверовали в то, что Ты ниспослал, и последовали за посланником! запиши же нас в число свидетельствующих!» (Коран, 3:53)
- «Господь наш! прости нам наши грехи и излишества, которые мы допустили в нашем деле, утверди наши стопы и даруй нам победу над людьми неверующими!» (Коран, 3:147)
- «Господи! включи меня и мое потомство в число тех, кто совершает намаз! Господь наш! прими мою мольбу! Господь наш! прости меня, моих родителей и верующих в тот день, когда будет представлен счет!» (Коран, 14:40—41)

### Зикр
Зикр (ذكر‎ — «поминание»), азкары — духовная практика, заключающаяся в многократном произнесении молитвенных формул, содержащей имя Аллаха. Обычно произносят после намаза определённое количество раз (3, 10, 33, 100)
- Истигфар (اِسْتِغْفَار‎), Астагфируллах (أستغفر الله‎) — слова поминания Аллаха, означающие «прости Аллах»
- Истиаза (استعاذة‎), Аузубиллах (أعوذ بالله‎) — слова поминания Аллаха, означающие «прибегаю [за помощью] к Аллаху»
- Такбир (تكبير‎), Аллаху Акбар (ﷲ اكبر‎) — слова поминания Аллаха, означающие «Аллах — Величайший». Читают 33 раза после намаза
- Тасбих (تسبيح‎), Субханаллах (سبحان الله‎) — слова поминания Аллаха, означающие «Свят Аллах». Читают 33 раза после намаза
- Тахмид (التَّحْمِيد‎), Альхамдулиллах (الحمد لله‎) — слова поминания Аллаха, означающие «хвала Аллаху». Читают 33 раза после намаза
- Тахлиль (التَّهْلِيل‎), Ля иляха илля ллах (لا إله إلا الله‎) — слова поминания Аллаха, означающие «нет божества кроме Аллаха»

### Дуа, читаемые в намазе
- Ваджахту (وجهت‎), Дуа уль-ифтитах — молитва, которую читают в первом ракаате каждого намаза (кроме заупокойного намаза), «я повернулся лицом к поклонению Аллаху. Того, кто создал из небытия небеса и земли. Оставив ложные религии, находясь в истине и являясь мусульманином, не являясь идолопоклонником. Поистине, мой намаз, поклонение, жизнь, смерть от Всевышнего Аллаха, являющегося Владыкой Вселенной, которому нет сотоварища. Мне повелели так, что Аллах — один и я являюсь мусульманином»[3]
- Кунут (Махдина) (اَللَّهُمَّ اهْدِنَا‎ — «о Аллах! веди нас») — молитва, произносимая после поясного поклона, во время которой молящийся поднимает руки и раскрывает ладони. Читают во время утреннего намаза, либо во всех обязательных намазах во время смут[4], «о Аллах, выведи меня на правильный путь среди тех, кому Ты указал его и избавь меня (от всего дурного) в числе тех, кого Ты избавил и опекай меня среди тех, кого Ты опекал и благослови меня в том, что Ты даровал и защити меня от того, что Ты предрешил, ибо Ты решаешь, а о Тебе решений не принимают и, поистине, не будет унижен тот, кого Ты поддержал, как не познает славы тот, с кем Ты стал враждовать! Господь наш, Ты — Благословенный и Всевышний!»
- Кунут (ханафитский мазхаб) (القنوت‎) — молитва, произносимая в третьем ракаате витр-намаза. «о Аллах! Мы просим вести нас по истинному пути, просим у Тебя прощения и каемся. Веруем в Тебя и полагаемся на Тебя. Мы славим Тебя наилучшим образом. Благодарим Тебя и не являемся неверными. Отвергаем и отрекаемся от того, кто не подчиняется Тебе. О Аллах! Тебе одному поклоняемся, молимся и совершаем земные поклоны. К Тебе стремимся и направляемся. Надеемся на Твою Милость и страшимся наказания Твоего. Поистине, кара Твоя постигает неверующих!»
- Ташаххуд, ат-Тахият (التَّحِيَّاتُ‎ — «приветствие») — молитва, произносимая во время намаза после второго суджуда во втором и последнем ракаате, «приветствия, молитвы и все благие дела принадлежат только Всевышнему Аллаху. Мир тебе, о пророк, Милость Аллаха и Его благословение. Мир нам и благочестивым рабам Аллаха. Я свидетельствую, что нет божества, кроме Аллаха, и свидетельствую, что Мухаммед — Его раб и Посланник»
- Салават (صلوات‎ — «молитвы; благословение») — молитва, произносимая во время намаза после чтения Ат-Тахията в последнем ракаате, «о Аллах! Сохрани Мухаммеда и род его, как Ты сохранил Ибрахима и род его. Поистине, Ты — Восхваляемый, Прославляемый. О Аллах! Ниспошли благословение Мухаммеду и роду его, как Ты ниспослал благословение Ибрахиму и роду его. Поистине, Ты — Восхваляемый, Прославляемый»
- Раббана атина (رَبَّنَا اَتِنَا‎ — «Господь наш! Дай нам») — молитва, произносимая в конце намаза (по ханафитскому мазхабу), «Господь наш! Дай нам в этой и в будущей жизни хорошее, защити нас от огня ада»[5]